# Antiquintet
Antiquintet – polski zespół wykonujący jazz nowoczesny, założony w styczniu 1978 roku w Gdańsku. Przestał istnieć w 1983 roku.

## Historia
Skład zespołu:
- Leszek Kułakowski – lider; fortepian, skrzypce
- Antoni Śliwa – flet, saksofon altowy
- Lech Wieleba – kontrabas
- Józef Eliasz – perkusja

Początkowo zespół używał nazwy „Antykwintet”, lecz ze względu na zastrzeżenia instytucji cenzury zaczął używać nazwy „Antiquintet”.
Formacja zadebiutowała w 1978 roku na Studenckim Festiwalu Jazzowym Jazz nad Odrą, gdzie został wyróżniony Józef Eliasz. Rok później na tym samym festiwalu zespół zdobył II Nagrodę Zespołową oraz I Nagrodę Zespołową, zaś w 1980 – wyróżnienie dla pianisty za kompozycję.
Uczestniczył w wielu festiwalach i koncertach zarówno w kraju (m.in. „Dni Komedy” – kolejna nagroda, tym razem dla kontrabasisty), jak i za granicą (Berlin Zachodni, Węgry, ZSRR).
W 1980 roku wystąpił też na prestiżowym Międzynarodowym Festiwalu Jazzowym Jazz Jamboree w Warszawie, gdzie zagrał jako kwintet z Mariuszem Stopnickim (trąbka) i z perkusistą Marianem Szarmachem, który zastąpił Józefa Eliasza.
Antiquintet zakończył swą krótką, lecz intensywną działalność w 1983 roku. Ostatni skład zespołu tworzyli: Leszek Kułakowski (fortepian), Lech Wieleba (kontrabas), Leszek Dranicki (śpiew, gitara) i Piotr Jankowski (perkusja).
Mimo imponujących sukcesów na festiwalach, zespół z którym współpracowała m.in. Grażyna Auguścik, doczekał się tylko jednej, zarejestrowanej w 1979 i do tej pory niepublikowanej sesji radiowej.
W roku 2011 na płycie kompaktowej z serii Swingujące 3-miasto ukazał się spóźniony o 30 lat fonograficzny debiut Antiquintetu. Na repertuar krążka złożyły się nagrania koncertowe zespołu z festiwalu Jazz nad Odrą (z lat 1978-80). Sześć kompozycji Leszka Kułakowskiego (Stasinek, Zaduma dziadka, Prosto przed siebie, Gonitwa siódma, Music for R., Reinkarnacja) i Minor Mode z rep. Barneya Kessela.

W 1978 roku do Wrocławia muzycy pojechali mając około miesięczny (!) staż jako zespół. W tym szaleństwie była jednak metoda i wrócili do Gdańska z nagrodą indywidualną dla Józefa Eliasza, perkusisty zespołu. Jego kunszt potwierdza otwierający niniejszy zbiór Stasinek, gdzie z burzliwej solówki perkusisty wyłania się porywająca, latynosko zabarwiona kompozycja. Twórczość Antykwintetu, wywiedziona w prostej linii od największych nazwisk jazzu lat 60., przykuwa przede wszystkim uwagę długimi partiami solowymi. Tematy, mimo że chwilami bardzo ciekawe (Zaduma dziadka), nie pozostają na dłużej w pamięci, wyparte licznymi improwizacjami, czerpiącymi z modalnego jazzu. Bywają też momenty, gdy muzycy zapuszczają się w odważniejsze rejony free. Uwagę przykuwa specyficzne instrumentarium. Zestawienie delikatnego fletu Antoniego Śliwy (jakże daleki jest sposób jego gry od tego, co robił np. Nahorny-flecista pod koniec lat 60.) i finezyjnych partii fortepianowych Leszka Kułakowskiego kreuje wyjątkowo miękkie brzmienie zespołu. Muzycy czują się w takim otoczeniu bardzo dobrze, i niezależnie od późniejszych zmian w instrumentarium (elektryczne piano Fender Rhodes zamiast akustycznego w nagraniach z 1979 roku, pojawienie się w składzie trębacza rok później), ich muzyka dalej pozostaje subtelną, precyzyjnie kontrolowaną wypowiedzią.

## Muzycy zespołu – dalszy rozwój kariery
- Leszek Kułakowski – obecnie profesor nadzwyczajny i wykładowca Akademii Muzycznej w Gdańsku i dyrektor festiwalu Komeda Jazz Festival w Słupsku. Laureat wielu międzynarodowych konkursów muzycznych[1].
- Antoni Śliwa – absolwent PWSM w Gdańsku, grał w Teatrze Instrumentalnym Ryszarda „Gwalberta” Miśka i zespole Rama 111[1].
- Lech Wieleba – od wielu lat mieszka za granicą, gdzie prowadzi własny projekt pt. Poetic Jazz (nagrał cztery albumy m.in. we współpracy z Władysławem „Adzikiem” Sendeckim)[1].
- Józef Eliasz – absolwent w PWSM w Katowicach. Od lat prowadzi w Bydgoszczy klub muzyczny Eljazz i big-band jazzowy[1].
- Mariusz Stopnicki (w zespole od 1980) – wielokrotny laureat festiwalu Jazz nad Odrą i Festiwalu Improwizacji Jazzowej; obecnie bezkompromisowy w swoich działaniach artysta i performer[1].
- Marian Szarmach (w zespole od 1979) – obecnie wykonuje zawód fotografika, wyspecjalizowanego w zdjęciach dzikich ptaków[1].

## Dyskografia

### Albumy
- 2011: Swingujące 3-miasto: Antykwintet (CD, Soliton)[1]

### Kompilacje
- 2012: Był Gdańsk (CD, Soliton)[3]